# آنا غودال
آنا غودال (بالإنجليزية: Anna Goodale)‏ هي مجدفة أمريكية، ولدت في 18 مارس 1983 في كامدن في الولايات المتحدة.

## وصلات خارجية
- آنا غودال على موقع الاتحاد الدولي للتجديف (الإنجليزية)
- آنا غودال على موقع اللجنة الأولمبية الدولية (الإنجليزية)
- آنا غودال على موقع أوليمبيديا (الإنجليزية)